# Fenakit
Fenakit (Nordenskjöld, 1833), chemický vzorec Be2SiO4, je klencový minerál. Název je odvozen z řeckého phenakos = lhář, protože jeho bezbarvá varieta se snadno zamění za křemen.

## Původ
V žulových pegmatitech, také hydrotermální původ a v žílách alpského typu.

## Morfologie
Krystaly romboedrické, hojnoploché, buď tlustěji až štíhle sloupcovité a zakončené jedním nebo více klenci. Také krystaly čočkovité (u uralských fenakitů) nebo s nízkými klenci (jako u brazilských), často silně rýhované. Méně často krystaly až jehlicovité, do 20 cm délky. Zrnité a radiálně paprsčité agregáty. Penetrační dvojčata vzniklá rotací podle [0001].

## Vlastnosti
- Fyzikální vlastnosti: Tvrdost 7,5 – 8, křehký, hustota 2,96 – 3 g/cm³, štěpnost zřetelná podle {1120}, špatná podle {1011}, lom lasturnatý.
- Optické vlastnosti: Barva: bezbarvý, bílá, žlutá, narůžovělá, růžová, může být i skvrnitý. Lesk skelný, průhlednost: průhledný až průsvitný, vryp bílý.
- Chemické vlastnosti: Složení: Be 6,37 %, Si 25,51 %, O 58,12 %, obsahuje malé příměsi hořčíku, vápníku, hliníku a sodíku. V kyselinách nerozpustný, před dmuchavkou se netaví.

## Podobné minerály
- křemen, topaz

## Parageneze
- apatit, beryl, fluorit, chryzoberyl, křemen, muskovit, topaz aj.

## Využití
Někdy jako ruda Be, jako drahý kámen v klenotnictví — fasetové brusy, kabošony.

## Naleziště
Řídce se vyskytující minerál.
- Česko – Vlastějovice u Zruče nad Sázavou, Nový Rybník u Písku, Žulová u Jeseníku, Vysoký kámen u Horního Slavkova
- Slovensko – Jezuitské Lesy u Bratislavy
- Rakousko – Habachtal
- Rusko – Takovaja
- USA – Colorado, Maine, Virginie
- a další.